# 7542 Джонпонд
7542 Джонпонд (7542 Johnpond) — астероїд головного поясу, відкритий 7 квітня 1953 року.
Тіссеранів параметр щодо Юпітера — 3,603.